# Prohlédnutí / Clear Eyes
Prohlédnutí / Clear Eyes je studiové album československého kytaristy a baskytaristy Ivana Krále, vydané v roce 1998.

## Seznam skladeb
Všechny skladby napsal Ivan Král, mimo písně č. 14, tu napsal Jiří Suchý.
1. „So Bad“ 4:04
2. „Trust Your Heart“ 3:00
3. „Teach Your Children“ 3:56
4. „Natalie“ 3:55
5. „Tell Me the Reason“ 3:05
6. „Getting Back“ 3:30
7. „Only A Child“ 4:35
8. „Baterka“ 4:41
9. „Oh Lord“ 4:07
10. „On the Way Home“ 3:28
11. „If You Break Away“ 3:35
12. „Who Am I“ 3:26

### Bonusy
13. „So Bad“ 4:41
14. „Mám tvůj stín“ 4:10

## Obsazení
- Ivan Král - zpěv, kytara, syntezátor, producent
- Jaromír Klempíř - piáno, klávesy
- Zdeněk „Charlie“ Blažek - kytara
- Milan Cimfe - baskytara, kytara
- František Raba - baskytara
- František Hönnig - bicí
- Ekaete - doprovodný zpěv